# Eeva Kilpi

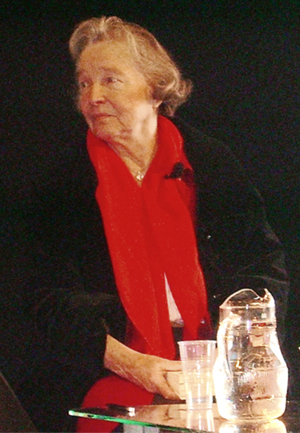
Eeva Kilpi

Eeva Kilpi, geboortenaam: Eeva Karin Salo (Hiitola, Karelië, 18 februari 1928) is een Finse schrijfster, in 1990 onderscheiden met de Runebergprijs.

## Levensloop
Ze studeerde Engels, esthetiek en moderne literatuur en als bijvak kunstgeschiedenis aan de universiteit van Helsinki. Ze studeerde af in 1953. Eeva Kilpi werkte van 1956-1957 als docente Engels en begon als fulltime schrijfster in 1959. Ze schreef in totaal 32 werken, waarvan een deel proza en een deel poëzie is.
Kilpi's werk is vertaald in het Zweeds, Deens, Noors, Duits en Engels. In het Nederlands is één boek vertaald: Tamara. Het verscheen in 1976 bij Uitg. Mij. Holland (Haarlem). Twee Nederlandse vertalers werken sinds 2015 aan de vertaling van Talvisodan Aika (Tijd van de Winteroorlog), het eerste deel van de trilogie waarin zij haar kinderherinneringen aan de oorlogsperiode 1939-1945 beschrijft.
Kilpi was voorzitter van de Finse PEN-club.
Van 1949 tot 1966 was Eeva Kilpi getrouwd. Ze kreeg drie zonen.

## Kilpi's werk
Volgens Kilpi is haar werk onder te verdelen in 3 hoofdthema's: Karelische evacuatie, relaties en natuur. Over de Karelische evacuatie schreef ze onder andere Elämä edestakaisin  ([1964), Elämän evakkona (1983) en de verhalenbundel Noidanlukko (1959). De autobiografische romans Talvisodan aika (1989), Ikävöinnin aika (1990) en Jatkosodan aika (1993) spelen zich af in Hiitola, Kolkontaipale, Vuoksenniska en Imatra. Rajattomuuden aika (2001) vertelt over haar jeugd in Karelië voor de oorlog. In al deze werken zijn een weerspiegeling van het verlies van Karelië en de droom om het terug te winnen.
De natuur heeft een centrale rol in bijna alle boeken en gedichten van Kilpi. De verzameling van korte verhalen Kuolema ja nuori rakastaja (1986), Häähtänhu (1973) en Naisen päiväkirja (1978) vertellen allemaal van de relatie van een mens, of meestal een vrouw tot de natuur en de cyclus van het leven. In alle boeken woont een vrouw van middelbare leeftijd in haar eentje in een zomerhuisje van de lente tot de herfst en observeert het ritme van de natuur, de groei, de bloei en de dood, zoals Kilpi zelf in het zomerplaatsje in Zuid-Savo.
Ook de vrouw speelt een belangrijke rol in het werk van Kilpi. De mannen in haar werk, op een paar uitzonderingen na, zijn incidenteel en oppervlakkig uitgewerkt. Terwijl de vrouwen levendig, onafhankelijk, vol van respect en emotie, gesloten en afstandelijk, maar ook open zijn, net zoals de schrijfster zelf.

## Onderscheidingen
- Pro Finlandia-medaille (Orde van de Finse Leeuw), 1974
- Runebergprijs, 1990
- Dank voor het boek-medaille, 2002
- Nils Ferlin-prijs, 2007
- Aleksis Kivi-prijs, 2017

## Werken
In het Fins:
- 1959 - Noidanlukko (korte verhalen)
- 1960 - Kukkivan maan rannat (roman)
- 1962 - Nainen kuvastimessa (roman)
- 1964 - Elämä edestakaisin (roman)
- 1966 - Lapikkaita (korte verhalen)
- 1967 - Rakkauden ja kuoleman pöytä (korte verhalen)
- 1970 - Kesä ja keski-ikäinen nainen (korte verhalen)
- 1971 - Hyvän yön tarinoita (korte verhalen)
- 1972 - Laulu rakkaudesta ja muita runoja (gedichten)
- 1972 - Tamara (roman)
- 1973 - Häätanhu (roman)
- 1976 - Ihmisen ääni (non-fictie)
- 1976 - Terveisin (gedichten)
- 1978 - Naisen päiväkirja (roman)
- 1979 - Se mitä ei koskaan sanota (korte verhalen)
- 1982 - Ennen kuolemaa (gedichten)
- 1983 - Elämä evakkona (roman)
- 1986 - Kuolema ja nuori rakastaja (verhalen)
- 1987 - Animalia (gedichten)
- 1989 - Talvisodan aika (roman)
- 1990 - Välirauha, ikävöinnin aika (roman)
- 1991 - Laulu rakkaudesta (gedichten)
- 1993 - Jatkosodan aika (roman)
- 1996 - Kiitos eilisestä (gedichten)
- 2001 - Rajattomuuden aika (roman)
- 2007 - Unta vain (roman)
- 2012 - Kuolinsiivous (boek over 'ouder worden'- autobiografisch)

In Nederlandse vertaling:
- 1976 - Tamara (roman, vertaler Johan van Nieuwenhuize)
- 2022 - De tijd van de Winteroorlog. Een herinnering aan mijn kindertijd (roman, vertalers Maria Falenius en Frank Hendriks)
- 2024 - De tijd van vrede en gemis (roman, vertalers Maria Falenius en Frank Hendriks)

In Deense vertaling:
- 1991 - Vinterkrigens tid (1991, vertaling van Talvisodan Aika, vertaler Bent Sieburg)

In Zweedse vertaling:
- 1990 - Vinterkrigets tid (1990, vertaling van Talvisodan Aika, vertaler Ulla Hornborg)